# آندرس آولینو کاسرس
آندرس آولینو کاسرس (انگلیسی: Andrés Avelino Cáceres؛ ۱۰ نوامبر ۱۸۳۶ – ۱۰ اکتبر ۱۹۲۳) یک سیاست‌مدار اهل پرو و در سه دوره از اکتبر ۱۸۸۳ تا دسامبر ۱۸۸۵، از ژوئن ۱۸۸۶ تا اوت ۱۸۹۰ و از اوت ۱۸۹۴ تا مارس ۱۸۹۵ رئیس‌جمهور این کشور بود.